# Tecnologia de l'antiga Grècia

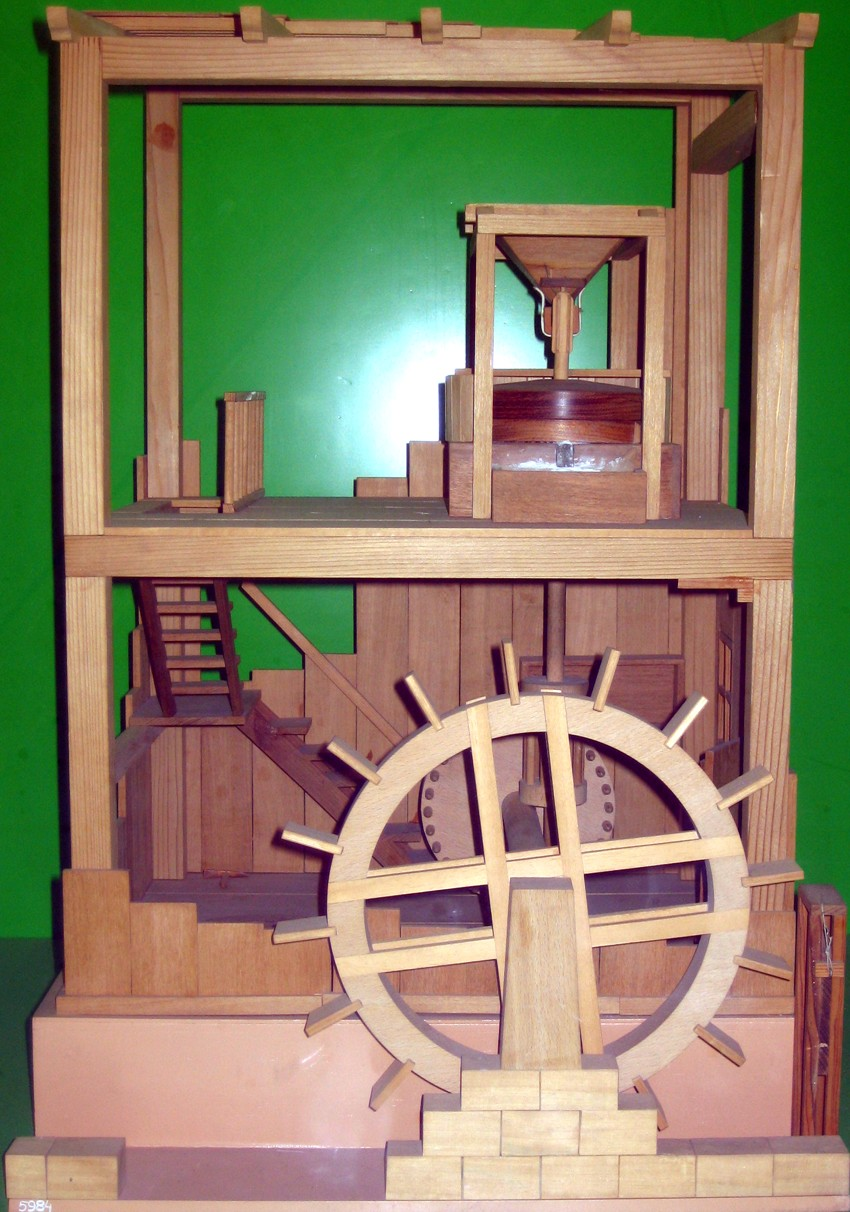
El molí d'aigua, fou la primera màquina per aprofitar les forces naturals -a part de la vela- i, com a tal, té un lloc especial a la història de la tecnologia, va ser inventat pels enginyers grecs entre els segles I i III. A la fotografia, un molí de farina romà descrit per Vitruvi.

La tecnologia de l'antiga Grècia es va desenvolupar durant el segle vi aC, fins al període romà, i més enllà. Les invencions que s'acrediten als antics grecs inclouen l'engranatge, cargol, molins rotatoris, premsa d'eix, tècniques de foneria del bronze, rellotge d'aigua, orgue d'aigua, catapulta de torsió, l'ús de vapor per operar algunes màquines experimentals i joguines, i una taula per trobar nombres primers. Molts d'aquestes invencions es van produir a la fi de l'època grega, sovint inspirats en la necessitat de millorar les armes i tàctiques a la guerra. Tanmateix, els usos pacífics es mostren mitjançant el seu desenvolupament més d'hora amb el del molí d'aigua, un dispositiu que va aconseguir una més gran explotació a gran escala sota els romans. Van desenvolupar la topografia i la matemàtica a un estat avançat, i molts dels seus èxits tècnics van ser publicats pels filòsofs, com a Arquimedes i Heró d'Alexandria.

## Personatges relacionats
La tecnologia grega antiga està relacionada amb persones diverses, teòriques i pràctiques, la fama de les quals va quedar preservada en els escrits.

### Segle VI aC
- Tales de Milet
- Anaximandre de Milet. Segons Heròdot, Anaximandre fou el primer grec que va dibuixar un mapa del món.[5][6][7]
- Pitàgores
- Eupalinos. (Vegeu Túnel d'Eupalinos).
- Mandrocles. Enginyer militar natural de Samos. Autor del primer pont sobre el Bòsfor en època de Darios I el Gran.[8][9]
- Quersifró
- Metàgenes.[10]

### Segle V aC
- Filolau

### Segle IV aC
- Arquites de Tàrent
- Enees Tàctic
- Polieidos de Tessàlia. Enginyer militar de Filip II de Macedònia. Inventor de la Torre de setge anomenada Helèpolis. I de la catapulta de torsió.[11][12][13]
- Diades. Enginyer militar d'Alexandre el Gran. Com a enginyer en cap va intervenir en les operacions del Setge de Tir.
- Càrias

### Segle III aC
- Ctesibi
- Euclides
- Arquimedes
- Demetri Poliorcetes[14]
- Epímac d'Atenes
- Filó de Bizanci

### SegleiiaC
- Heró d'Alexandria

### Segle I aC
- Vitrubi

## Construcció amb pedra

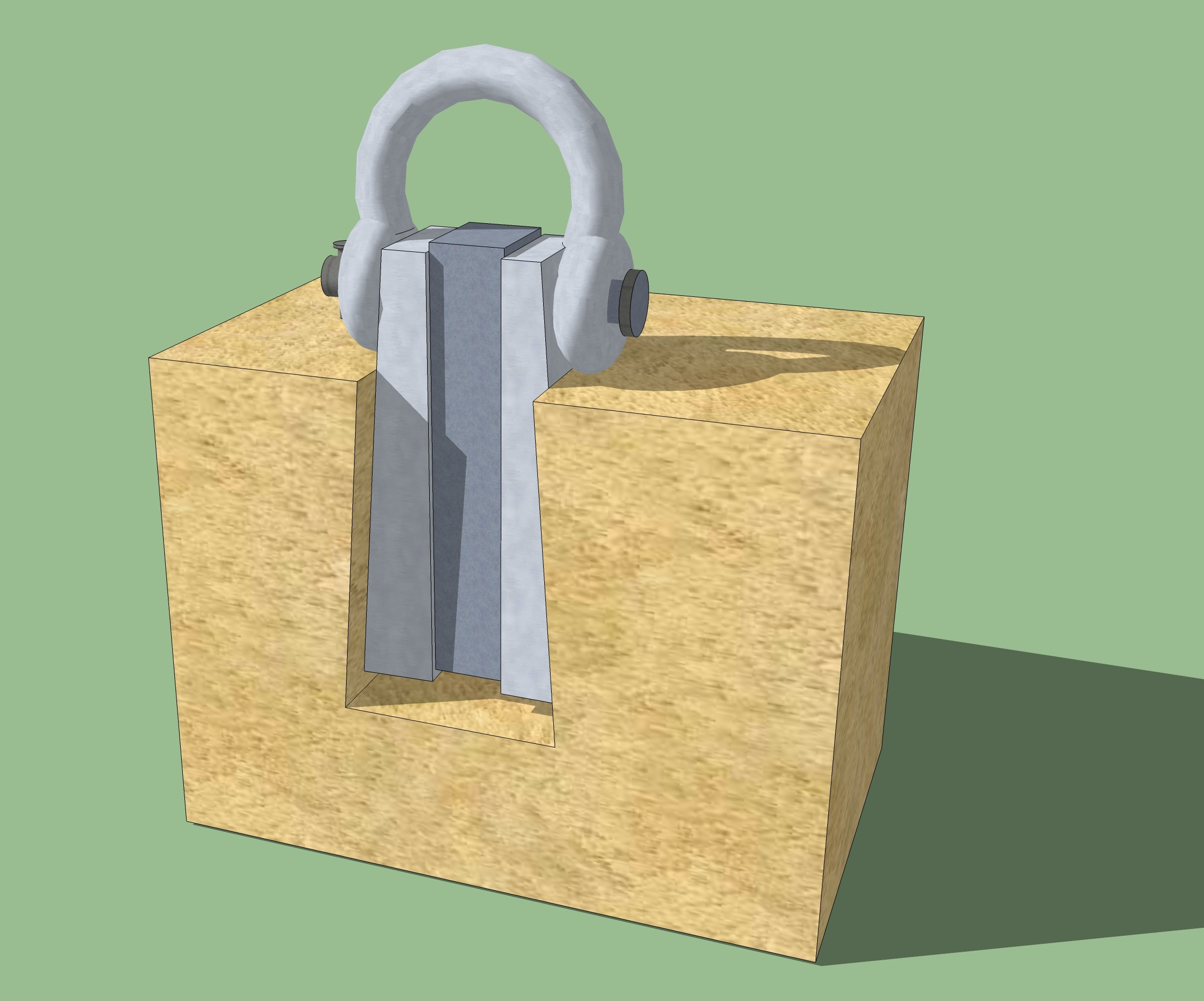
Esquema d'una grípia.

De les moltes construccions amb pedra de l'antiga Grècia poden destacar-se alguns ports, algunes drassanes, moltes muralles, els temples i els teatres. En tots els casos hi ha alguns trets comuns: les pedres s'han de treure de pedreres (amb les eines adequades), s'han de transportar des de cada pedrera fins al lloc de l'edificació, cal tallar-les per fer-ne carreus o altres peces determinades (quan convingui) i, finalment, cal edificar (manipulant pedres de pesos considerables i alçant-les amb grues, perpals, argues i ternals).
Pot afirmar-se que els grecs clàssics disposaven d'una tecnologia per a la construcció en pedra molt notable. Des dels aspectes teòrics (de geometria, disseny i mesura) fins a la realització pràctica.
- Un dels instruments més notables per a alçar pedres amb una grua era la grípia.

## Construcció naval
La vida dels antics grecs estava molt lligada al mar i als vaixells. La construcció naval associada era tan complexa i sofisticada com la d'algunes civilitzacions posteriors.
Fer vaixells de guerra suposava l'existència de drassanes protegides per muralles, la tala i transport d'arbres des de lluny fins a la drassana, i l'ús de tècniques de disseny i construcció especialitzades. Per a les veles i el cordam calia basar-se en una indústria tèxtil amb les seves tecnologies pròpies.

## La tecnologia de l'aigua
Alguns dels camps que van estar compresos en l'àmbit dels recursos hídrics (principalment per a ús urbà) inclouen l'explotació de les aigües subterrànies, construcció d'aqüeductes per al subministrament d'aigua, sistemes d'aigües de pluja i clavegueram d'aigües residuals, protecció contra inundacions i drenatge, la construcció i l'ús de fonts, banys i d'altres mesures sanitàries i instal·lacions per a usos recreatius de l'aigua.

## Mineria
Els grecs van desenvolupar extenses mines d'argent a Lorium, les utilitats d'aquestes van ajudar a donar suport el creixement d'Atenes com una ciutat estat. Es tractava de l'extracció del mineral en galeries subterrànies, rentar-lo i fer-lo fondre per a extreure'n el metall. Les taules de rentat encara existeixen en el lloc. S'hi utilitzava l'aigua de pluja recollida durant els mesos d'hivern i es guardava en cisternes. La mineria també va ajudar a crear la moneda amb l'encunyació del metall.

## Tecnologia
El fracàs dels grecs per desenvolupar més la tecnologia de vegades s'ha atribuït a la baixa condició de les persones que realitzaven el treball. El treball manual va ser menyspreat, i qualsevol aplicació de la ciència era probable que es perdés l'estatus en la societat, això va comportar l'eliminació de gran part de l'incentiu per cercar la innovació tecnològica. Un sofisticat túnel construït per a un aqüeducte al segle vi aC per l'enginyer Eupalinos a Samos va aconseguir una certa nova avaluació de les habilitats en els grecs.
| Tecnologia                      | Data                   | Descripció | |
| ------------------------------- | ---------------------- | --- | --- |
| Cargol d'Arquimedes             | c. segle iii aC.       | Aquest dispositiu, capaç d'aixecar substàncies sòlides o líquides des d'un pla inferior a un una elevació més alta, s'atribueix tradicionalment al matemàtic grec Arquimedes de Siracusa. | |
| carrers                         | c. 400 anys aC.        | Exemple: La Porta Rosa (segles IV-III aC.) era el carrer principal de Vèlia (Itàlia) i connecta el barri nord a la part sud. El carrer és de 5 metres d'amplada. A la part més escarpada, té una inclinació de 18%. Està pavimentada amb blocs de pedra calcària, tallada a peces quadrades, i té en un costat una petita canaleta per al drenatge d'aigua de pluja. | |
| Cartografia                     | c. 600 anys aC.        | Segons el seu deixeble Eratòstenes, Anaximandre fou el primer grec en dibuixar un mapa del món. Probablement havia vist mapes estrangers del Pròxim Orient. Hecateu va millorar aquell mapa. | |
| Diolkos                         | c. 600 anys aC.        | Els 6 a 8,5 km de longitud de diolkos representaven una forma rudimentària de ferrocarril. | |
| Diferencial                     | c. 100-70 anys aC.     | El Mecanisme d'Anticitera, des de l'era romana del naufragi d'Antikythera, empra un engranatge diferencial per determinar l'angle entre les posicions eclíptiques del sol i la lluna i, per tant, la fase de la lluna. | |
| Peu de rei                      | Segle VI aC.           | L'exemple més antic es va trobar al naufragi Giglio a prop de la costa italiana. És una peça de fusta amb una mandíbula mòbil. | |
| Sostre amb armadura             | 550 anys aC.           | | |
| Grua                            | c. 515 anys aC.        | Aparell que va permetre el seu ús en els equips de treball a les obres en construcció. Es van afegir més tard torns de pesos pesants. | |
| Escapement                      | III segle aC.          | Descrit pel grec enginyer Filó de Bizanci (segle III aC) en el seu tractat tècnica pneumàtica (capítol 31) com a part d'un lavabo autòmat. El comentari de Filó que «té una construcció similar a la dels rellotges» indica que aquesta mena de mecanismes d'escapament ja eren integrats en els rellotges d'aigua antics. | |
| Pany                            | c. segle V aC.         | El pany, així com d'altres varietats de bloqueig, es van introduir a Grècia en el segle V abans de Crist. | |
| Engranatges                     | c. segle V aC.         | Desenvolupat per a diversos propòsits pràctics. | |
| Lampisteria                     | c. segle V aC-         | A l'Antiga Grècia de Creta, la coneguda com a civilització minoica, va ser la primera a usar tubs d'argila subterranis de sanejament i abastiment d'aigua. Les excavacions a Olímpia, així com a Atenes, han posat de manifest els sistemes de lampisteria extensos per als banys, fonts i ús personal. Excavations at Olympus, as well as Athens, have revealed extensive plumbing systems for baths, fountains, and personal use.                                                   | |
| Escala de cargol                | 480–470 anys aC.       | Les escales de cargol més primerenques apareixen al Temple de Selinunt, Sicília, a ambdós costats de la cel·la. El temple va ser construït al voltant de 480 a 470 abans de Crist. | Plan of ground floor of Temple A at Selinunte (c. 480 BC). The remains of the two spiral stairs between the pronao and the cella are the oldest known to date. |
| Planejament urbanístic          | c. V segle aC.         | Milet és una de les ciutats conegudes en el món per tenir un pla urbanístic en forma de reixeta per a àrees residencials i públiques. Es va aconseguir aquesta gesta mitjançant una varietat d'innovacions relacionades en àrees com ara la topografia. | |
| Argue                           | segle V aC-            | La primera referència literària a un argue es pot trobar en el relat d'Heròdot d'Halicarnàs a les guerres mèdiques (Histories 7.36), on descriu com es van utilitzar els torns de fusta per comprimir els cables d'un pont a través l'Hel·lespont l'any 480 abans de Crist. Poden haver estat emprats fins i tot abans a Assíria. Al segle iv aC., argues i politges muntacàrregues eren considerats per Aristòtil habituals per a ús arquitectònic (Mech 18; 853b10-13).             | |
| Dutxes                          | IV segle aC.           | En les restes arqueològiques d'un gimnàs de Pèrgam del segle ii aC hi havia un conjunt de dutxes. Una representació gràfica la proporciona la ceràmica pintada. En una hídria d'Atenes hi havia representades quatre noies dutxant-se en un bany. L'aigua els arriba a mitja cama i l'aigua raja de brolladors en forma de cap d'animal (senglar, pantera…). Els vestits pengen de barres horitzontals, més altes que els brolladors.                                                 | |
| Calefacció                      | c. 350 anys aC.        | El gran Temple d'Efes va ser escalfat per aire calent fent-ho circular a través de tubs col·locats al terra. | |
| Revestiments de plom            | c. 350 anys aC.        | Per protegir el buc d'un vaixell. | |
| Astrolabi                       | c. 300 anys aC.        | Utilitzat per primera vegada prop de l'any 200 aC pels astrònoms a Grècia. S'utilitza per determinar l'altitud dels objectes al cel. | |
| Resclosa                        | segle III aC.          | Construïda a l'antic canal de Suez sota Ptolemeu II (283-246 aC). | |
| Canal dels Faraons              | sobre el III segle aC. | Obert pels enginyers grecs sota Ptolemeu II (283-246 aC), continuant un anterior, probablement solament amb intents parcialment reeixits. | |
| Far                             | c. segle iii aC.       | D'acord amb la llegenda homèrica, Palamidis de Nafplio va inventar el primer far, encara que certament estan atestats amb el Far d'Alexandria (dissenyat i construït per Sóstrat de Cnido) i el Colós de Rodes. Tanmateix, Temístocles havia establert anteriorment un far al port d'El Pireu connectat a Atenes en el segle v aC, essencialment era una petita columna de pedra amb un far de foc.                                                                                   | |
| Roda hidràulica                 | segle III aC.          | Descrita per primera vegada per Filó de Bizanci (c. 280-220 aC). | |
| Despertador                     | segle III aC.          | L'hel·lenístic enginyer i inventor Ctesibi (c. 285-222 aC) va equipar les seves clepsidres amb una esfera i un punter per indicar el temps, i va afegir elaborats sistemes «d'alarma, com fer caure pedres en un gong, o trompetes -forçant a baix acampanats flascons d'aigua i prendre l'aire comprimit a través d'un copejament de canya en moments preestablerts». (Vitruvi 11.11).                                                                                               | |
| Hodòmetre                       | c. segle iii aC.       | L'hodòmetre, va ser un dispositiu utilitzat pels romans a l'últim temps hel·lenístic per indicar la distància recorreguda per un vehicle. Va ser inventat en algun moment del segle iii aC. Alguns historiadors l'ho atribueixen a Arquimedes, d'altres a Heró d'Alexandria. Va ajudar a revolucionar la construcció de carreteres i a viatjar amb ells mesurant amb precisió la distància i marcar-ho amb un molló.                                                                  | |
| Cadena de transmissió           | segle III aC.          | Descrita per primera vegada per Filó de Bizanci, en el dispositiu alimentador per a una ballesta de repetició, fou la primera cadena del seu tipus coneguda. | |
| Canó                            | c. segle iii aC.       | Ctesibi d'Alexandria va inventar una forma primitiva dels canons, operats per aire comprimit. . | |
| Principi de doble acció         | segle III aC.          | Principi mecànic universal que va ser descobert i aplicat per primera vegada per l'enginyer Ctesibi en la seva bomba de pistó de doble acció, que més tard va ser desenvolupada posteriorment per Heró d'Alexandria en una mànega d'incendis. | |
| Palanca                         | c. 260 anys aC.        | Descrita per primera vegada al voltant de 260 aC pel matemàtic grec Arquimedes. Encara que s'utilitzava en els temps prehistòrics, van ser els grecs els primers que la van desenvolupar i fer servir a l'antiga Grècia. | |
| Molí d'aigua                    | c. 250 anys aC.        | L'ús de l'energia hidràulica va ser iniciada pels grecs: La primera menció d'un molí d'aigua en la història succeeix per Filó de Bizanci a Pneumatics, prèviament s'ha havia considerat com una interpolació àrab, però d'acord amb una investigació recent es creu que va ser d'origen grec autèntic. | |
| Vaixells amb tres arbres        | c. 240 anys aC.        | El primer documentat fou el Syracusia, així com altres vaixells comercials de Siracusa, sota Hieró II de Siracusa. | |
| Suspensió de Cardan             | segle III aC.          | L'inventor Filó de Bizanci (280-220 aC) va ser qui ho va descriure per primera vegada. Temps més tard l'inventor italià Gerolamo Cardano, ho va tornar a descriure en detall. És un mecanisme de suspensió consistent en dos o tres cercles concèntrics, Els eixos dels quals formen un angle recte, que permet mantenir l'orientació d'un eix de rotació a l'*espai encara que el seu suport és mogui.                                                                               | |
| Aparell proa-popa               | segle ii aC            | Els primers aparells de proa a popa, van aparèixer al segle ii aC a la mar Egea en una petita embarcació grega | Here a spritsail used on a Roman merchant ship (3rd century AD).                                                                                               |
| Hidràulica                      | ca. segle ii aC        | Ctesibi i d'altres grecs d'Alexandria de l'època van desenvolupar diverses bombes d'aire i aigua d'ús pràctic que van servir per a gran varietat de propòsits, com si fos un orgue d'aigua cap al segle i aC, segons fa esment Heró d'Alexandria. | |
| Sínia (roda per a bombar aigua) | segle ii aC            | Va aparèixer per primera vegada al segle ii aC a l'Egipte hel·lenístic, on amb l'evidència pictòrica, ja es va mostrar plenament desenvolupat. | |
| Agrimensura                     | ca. segle ii aC        | Diversos documents relatius a mencions de les eines de topografia han estat descoberts, sobretot a les fonts d'Alexandria, això va contribuir sobre manera al desenvolupament de la precisió dels aqüeductes romans. | |
| Computador analògic             | c. 150 anys aC.        | Al 1900-1901, el mecanisme d'Anticitera va ser trobat entre les restes d'un naufragi d'Anticitera. Es considera aquest dispositiu com el primer ordinador analògic dissenyat per calcular posicions astronòmiques i que es va utilitzar per predir eclipsis lunars i solars basat en cicles de progressió aritmètica. Tenint en compte que el mecanisme d'Anticitera es considera un ordinador analògic, l'astrolabi (també inventat pels grecs) pot ser considerat com un precursor. | |
| Mànega d'incendis               | segle I aC.            | Inventada per Heró d'Alexandria en base de la bomba de pistó de doble acció de Ctesibi. Utilitzades per a la lluita contra incendis. | |
| Màquina expenedora              | segle I aC.            | La primera màquina expenedora va ser descrita per Heró d'Alexandria. Aquesta màquina acceptava una moneda i després dispensava una quantitat fixa d'aigua beneïda. Quan es dipositava la moneda, queia sobre una palanca, la qual obria una vàlvula que deixava fluir una mica d'aigua. | |
| Penell                          | 50 BC                  | La torre dels vents a la romana àgora d'Atenes va comptar dalt amb un penell en forma d'un Tritó de bronze amb una vara a la seva mà estesa perquè fes giravoltés quan el vent bufés. El fris estava adornat amb les vuit deïtats del vent. L'alta estructura de 8 metres també va comptar amb rellotges de sol i un rellotge d'aigua. | |
| Rellotge de torre               | 50 anys aC.            | Vegeu rellotge de torre. | Tower of the Winds |
| Portes automàtiques             | c. segle I aC.         | Heró d'Alexandria, un inventor del segle I aC. d'Alexandria, Egipte, va crear esquemes per a portes automàtiques per ser utilitzades en un temple amb l'ajut de l'energia de vapor. | |

## Altres aspectes tecnològics

### "Aphesis"
Cleotes (Cleoetas, Κλεοίτας) fou un escultor i arquitecte que va construir el mecanisme de sortida de les curses de carros, anomenat “aphesis”, a l'estadi d'Olímpia. Va fer l'estàtua d'un guerrer en bronze que era a l'acròpoli d'Atenes en temps de Pausànies. Era fill d'Arístocles i el seu fill també es va dir Arístocles. Hom atribueix el seu naixement a Sició i a Atenes.

### La lupa d'Aristòfanes
A la comèdia Els núvols del 423 aC, (també traduïda com “Les bromes” per Manuel Balasch i Recort), s'hi esmenta una lupa (“kristallos”) capaç d'encendre un foc concentrant els raigs del Sol. L'obra parla d'una pedra fina i transparent que venien els adroguers i que era prou coneguda pel públic de l'època.
Es tracta de la referència escrita més antiga d'una lupa o d'un cristall prou semblant.

### Ceràmica grega
La ceràmica grega implica una tecnologia associada que pot resumir-se en els aspectes següents:
- L'ús del torn
- La cocció en forns dels recipients tornejats
- Les diferents pintures decoratives (que impliquen un determinats coneixements químics de caràcter pràctic).[71]